# Ischioderes
Ischioderes is een kevergeslacht uit de familie van de boktorren (Cerambycidae). De wetenschappelijke naam van het geslacht werd voor het eerst geldig gepubliceerd in 1945 door Dillon & Dillon.

## Soorten
Ischioderes omvat de volgende soorten:
- Ischioderes bahiensis Monné & Fragoso, 1984
- Ischioderes oncideroides Dillon & Dillon, 1945